# Dioctria speculifrons
Dioctria speculifrons är en tvåvingeart som beskrevs av Christian Rudolph Wilhelm Wiedemann 1820. Dioctria speculifrons ingår i släktet Dioctria och familjen rovflugor. Inga underarter finns listade i Catalogue of Life.